# Canto general
Canto general es el décimo poemario de Pablo Neruda, premio Nobel de literatura chileno, publicado por primera vez en México, en los Talleres Gráficos de la Nación, en 1950, y que empezó a componer en 1938. Con pocas semanas de diferencia, se imprimió y circuló en Chile una versión clandestina, con pie de imprenta ficticio (Imprenta Juárez, Reforma 75, Ciudad de México), a cargo de Américo Zorrilla y del ilustrador José Venturelli. La edición original que salió en México incluyó ilustraciones de los muralistas mexicanos Diego Rivera y David Alfaro Siqueiros.
Neruda explicó en sus memorias que consideraba Canto general como su libro más importante. Lo concibió como un «proyecto poético monumental» que aborda la historia de América Latina siguiendo los antiguos cantos épicos. Consta de quince secciones, 231 poemas y más de quince mil versos. 

## Secciones
Las quince secciones o "cantos" que conforman la construcción de esta obra, siguiendo esencialmente al crítico Mario Ferrero, corresponden a:
- "La lámpara en la tierra": conjunto que contiene una visión panorámica naturalista del contorno social de las comunidades precolombinas;
- "Alturas de Macchu Picchu": dedicada a las ruinas incaicas y al drama humano de los siervos que construyeron aquella fortaleza. Algunos críticos consideran este canto como la más importante contribución de Pablo Neruda a la poesía; el conjunto chileno Los Jaivas lo adaptó para su obra del mismo nombre;
- "Los conquistadores": refleja las alternativas históricas y las contradicciones propias de las guerras expansionistas de España en América, si bien condena el pillaje y el robo valora también la gesta de los españoles;
- "Los libertadores": epopeya de los defensores de la tierra americana desde Cuauhtémoc y la defensa indígena y popular de los nativos pasando por los próceres independentistas hasta los nuevos líderes obreros ej. Luis Emilio Recabarren y los  traidores del nuevo imperialismo;
- "La arena traicionada": retrata el submundo de los traidores, dictadores y lacayos, se inicia con el significativo "Los Muertos de la Plaza (28 de enero de 1946. Santiago de Chile)";
- "América, no invoco tu nombre en vano": especie de poema ritual a las reservas nativas y libertarias del continente;
- "Canto general de Chile": contiene la descripción lírica de la flora, fauna, pajarearía y naturaleza americanas, a la vez que exalta las formas primitivas del trabajo y la vida en la comunidad indígena;
- "La tierra se llama Juan": voz anónima de la insurgencia popular ante los abusos de los invasores, una serie de poemas a obreros reales de distintas latitudes reflejando los abusos y el sufrimiento;
- "Que despierte el leñador": llamado de alerta a la conciencia social de los Estados Unidos, destinado a Walt Whitman; quizás un preámbulo de las futuras luchas por los Derechos Civiles en EE. UU.;
- "El fugitivo": biografía de la persecución de Neruda en la clandestinidad y canto de exaltación a la solidaridad del pueblo chileno;
- "Las flores de Punitaqui": reconstrucción de las vivencias personales del poeta en el norte de Chile y su toma de contacto con las organizaciones obreras;
- "Los ríos del canto": homenaje a los luchadores caídos y a los amigos que acompañaron su aventura social en aquellos días;
- "Coral de Año Nuevo para la patria en tinieblas": saludo del fugitivo a quienes lo continúan en la lucha interna contra el gobierno de González Videla;
- "El gran océano": canto a las cosmogonías y al extenso litoral de América Latina; y
- "Yo soy": vigorosa reafirmación de su personalidad como símbolo heroico de la resistencia popular del continente.

## Estilo
Esta obra se circunscribe dentro del realismo socialista soviético impulsado por Andréi Zhdánov, estilo que Neruda llevará a su culminación más tarde, en Las uvas y el viento (1954).
Algunos críticos la han calificado como poesía épica, ya que su canto está dirigido a la naturaleza e historia entera del continente americano. También se ha dicho que en ella el poeta refleja su compromiso político y con el Partido Comunista, además de mostrar su faceta más social, cercana a la naturaleza y tomando la empatía como elementos para transmitir la poesía como motor de cambio social. Su transcendencia acaba convirtiéndola en poesía popular.
El Canto general es una mezcla historia latinoamericana reciente y antiguas civilizaciones, con denuncias propagandísticas, política global, y autobiografía. Comienza por una cosmogonía con alusiones al génesis bíblico, para desembocar en política reciente con el gobierno de González Videla, posicionándose Neruda como narrador y protagonista, como hacía Alonso de Ercilla, pues Neruda miembro del Partido Comunista en plena Guerra Fría, decide usar el heroísmo de la resistencia, de la misma forma que lo utilizaba Ercilla en La Araucana. De esta forma finaliza con "La tierra se llama Juan" para celebrar la supervivencia del perseguido. El Canto general podría ser categorizado como una Antiépica, ejemplíficado en la segunda sección del Canto general, que no es una descripción de Machu Picchu, sino un viaje desde el presente hacia el pasado, debido a que en el siglo XX fueron descubiertas aquellas ruinas, que empieza desde la perspectiva de Neruda porque representan el autodescubrimiento.

## Crítica
Para el crítico Mario Ferrero, esta es una obra «densa y monumental, la de mayor amplitud temática y síntesis americanista que se haya realizado en el continente».
El antipoeta Nicanor Parra, por su parte, en una crítica realizada en 1962, opinó que esta era una obra dispareja, que como la Cordillera de los Andes, tenía «sus altos y bajos».

## Interpretaciones
El Canto general ha sido interpretado por muchos músicos, siendo la representación del grupo de rock progresivo chileno Los Jaivas en su álbum Alturas de Machu Picchu (1981) la más conocida a nivel latinoamericano. Este álbum incluyó además una puesta en escena en las ruinas de Machu Picchu. La canción «Sube a nacer conmigo hermano», por ejemplo, corresponde al Canto XII prácticamente completo.
Otra de las interpretaciones más conocidas pertenece a Mikis Theodorakis, músico y político griego, con voces de Maria Farantouri y Petros Pandis, que cantaron en español en la grabación original. Dicha interpretación se materializó en el álbum Canto general de 1980.
En 1983, cinco poemas del Canto general conforman la obra Amor América del compositor venezolano Oswaldo González. «Amor América», «Vienen por las Islas», «Elegía», «Los enemigos» y «Siempre», son los poemas del Canto general puestos en música.
Diversos compositores latinoamericanos de música clásica han compuesto obras utilizando textos del Canto general, entre ellos Gustavo Becerra-Schmidt, Fernando García, Celso Garrido Lecca y Leon Schidlowsky.